# Landlov
Landlov er en amerikansk stumfilm fra 1921 af Fred C. Newmeyer.

## Medvirkende
- Harold Lloyd
- Mildred Davis
- Noah Young
- Dick Sutherland